# Вили Тодоров
Вили Тодоров е български писател, поет и драматург.

## Биография
Роден на 18 май 1954 г. в София в семейство на медицински работници. Завършва средното си образование в езикова гимназия със Златен медал. След казармата завършва последователно Технически университет в София, Висшата следдипломна школа по роботика, направление Механични системи в робототехниката. По-късно се дипломира във Висшата следдипломна школа по ергономия, инженерна психология, и промишлена естетика. Постъпва на работа като научен сътрудник в Центъра по роботика при Техническия университет. След 1990 година работи в различни частни фирми.
Женен с дъщеря и син. В работата си ползва руски, английски и френски език.
Отрано рисува, предимно графика и темпера. Още като студент по линия на програми за младежко творчество участва в няколко изложби, от които две са самостоятелни. Има рисунки в частни колекции в страната и няколко са притежание на чужди колекционери. Средствата от тях обикновено дарява за благотворителни цели.
През годините публикува предимно в литературни сайтове, има и произведения в списания. Пише кратки форми, като рубаи, хайку и др., стихове, разкази. Автор е на пиесата „Защо се раждаме на света“. Издава книгите 2005 г. „Целувката на айсберга“ – избрани рисунки, проза и поезия, 2011 г. „Поисках да пиша за теб“ – избрана проза и поезия, 2015 г. „Понякога“ – избрана поезия, 2018 г. „Пясък от думи“ – избрана поезия и проза, 2015 г. и 2018 г. „Насаме със Саавската царица“, "Аз и Моят град", последната му издадена книга е "За Агнес и за невъзможната Любов".
Като завещание читателите му приемат „Пожелавам ти да познаеш“, „Зодия Телец“ и стиховете за завещаното от Епикур.